# Les Collades (Abella de la Conca)
Les Collades és una partida rural del municipi d'Abella de la Conca, a la comarca del Pallars Jussà. És a l'extrem de ponent del terme, a prop del termenal amb d'Isona i Conca Dellà, a la dreta del riu d'Abella. Aquesta partida pren el nom de les diverses petites collades que hi ha en el pas d'un terme municipal a l'altre, en aquest sector. Es tracta, així, doncs, d'un topònim romànic modern, de caràcter descriptiu.
La partida comprèn les parcel·les 4 a 15, 27 a 34, 43, 45 a 47, 290 i 450 del polígon 1 d'Abella de la Conca, i consta de 144,8156 hectàrees majoritàriament de zones ermes per a pastures, amb zones de bosquina, de matolls i terres improductives, a més d'alguns ametllerars. S'allargassa de nord a sud resseguint el límit municipal, i pel costat de llevant té les partides d'Ordins, la Bernada i les Vielles; aquesta darrera partida talla, a la zona central-occidental, les Collades en dues parts separades. Aquesta partida no conté cap construcció destacable llevat de les restes de Cal Trumfo i restes d'hàbitats medievals a prop d'aquestes ruïnes.
A l'extrem nord de la partida hi ha la Collada de Gassó; més al sud, successivament, el Pas la Vena, la Collada del Feixanet i el Pas de la Llebre, encara més a migdia, la Collada Pelosa (la de més al nord de les dues collades amb el mateix nom). Aquestes collades permetien el pas dels camins que des d'Abella de la Conca s'adreçaven a Herba-savina, Aramunt, Orcau, Basturs, Sant Romà d'Abella i Isona, i, a través d'aquests pobles i viles, amb la resta de la comarca.
Solquen la partida diversos camins i barrancs (en alguns casos, els camins aprofiten les lleres dels barrancs, habitualment secs): la Pista del Portell, la del Petrol, el Camí de la Collada del Trumfo i el Camí de Carreu, entre d'altres de menors. A la part septentrional, el principal barranc que travessa la partida és el de Gassó, mentre que a la meridional es troben el barranc de la Viella i tot de curts barrancs o llaus que davallen de les Costes. També s'hi troben indrets d'interès paisatgístic, com les Pedrusques i el Congost.